# Acanthize ardoisé
Espèce
Statut de conservation UICN

 LC  : Préoccupation mineure
L'Acanthize ardoisé (Acanthiza robustirostris) est une espèce de passereaux appartenant à la famille des Acanthizidae. 

## Répartition
Cet oiseau est endémique d'Australie.